# Université populaire de Lille

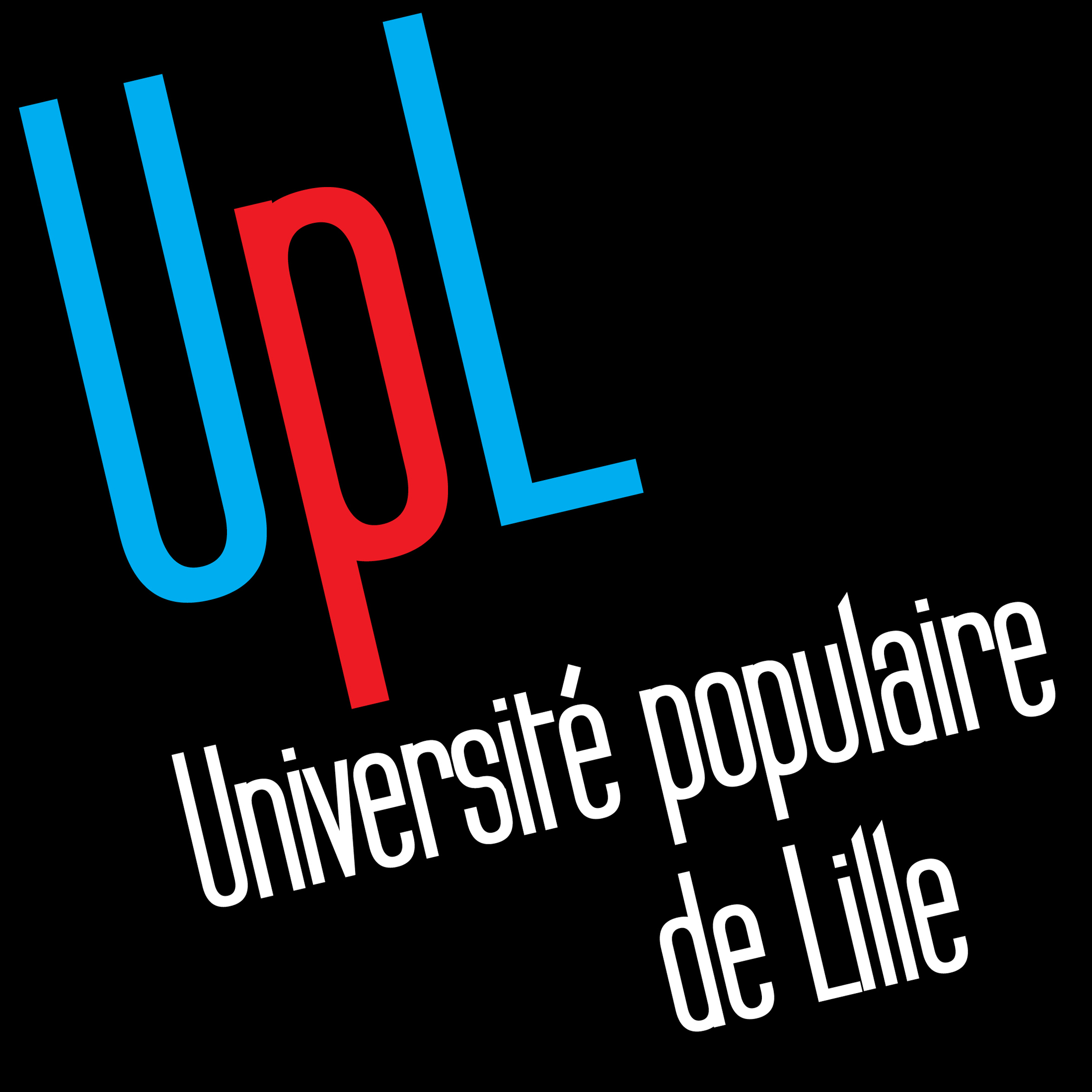
Logotype de l'Université populaire de Lille (2018).

L’Université populaire de Lille est aujourd'hui l'une des dernières héritières du grand mouvement d'éducation populaire lancé en France il y a un siècle, dans la tourmente de l'affaire Dreyfus, d'abord à Paris, puis très vite à Lille, à l'initiative du professeur Charles Debierre, adjoint au maire Gustave Delory.
L'Université populaire de Lille est une association loi de 1901 (sans but lucratif), et compte près d’un millier d’adhérents actuellement.

## Histoire
L’éducation populaire est une des trois composantes de l’éducation des adultes avec l’éducation ouvrière et la formation professionnelle. Elle a rendu possible le projet d’éducation permanente et la formation tout au long de la vie (Life long learning). L’université populaire de Lille  au XXe siècle est une réalisation collective, fortement personnalisée par l’œuvre du bâtonnier Jean Lévy  et de ses successeurs immédiats, Jean Samaille, Alain Lottin jusqu’en  2006, puis Jacquie Buffin jusqu’en 2009 et Alain Natali jusqu’en 2015.

### Un contexte d’émergence: «Le moment 1900»
Dans son assemblée générale du 20 décembre 1899, l’Union Française de la Jeunesse décide de prendre sous son patronage la création d’une Université populaire à Lille. La Société d’instruction et d’Éducation populaires prit le nom d’Université Populaire de Lille et de la région Nord.

L’initiative lilloise est donc lancée par l’Union française de la jeunesse puis reprise par un professeur d’anatomie à la faculté de médecine, Charles Debierre, leader du parti Radical dans le département du Nord et adjoint au maire socialiste Gustave Delory. Nous sommes au lendemain de l’affaire Dreyfus et le contexte intellectuel est celui de la diffusion du savoir en vue de l’émancipation intellectuelle, morale et sociale du peuple.

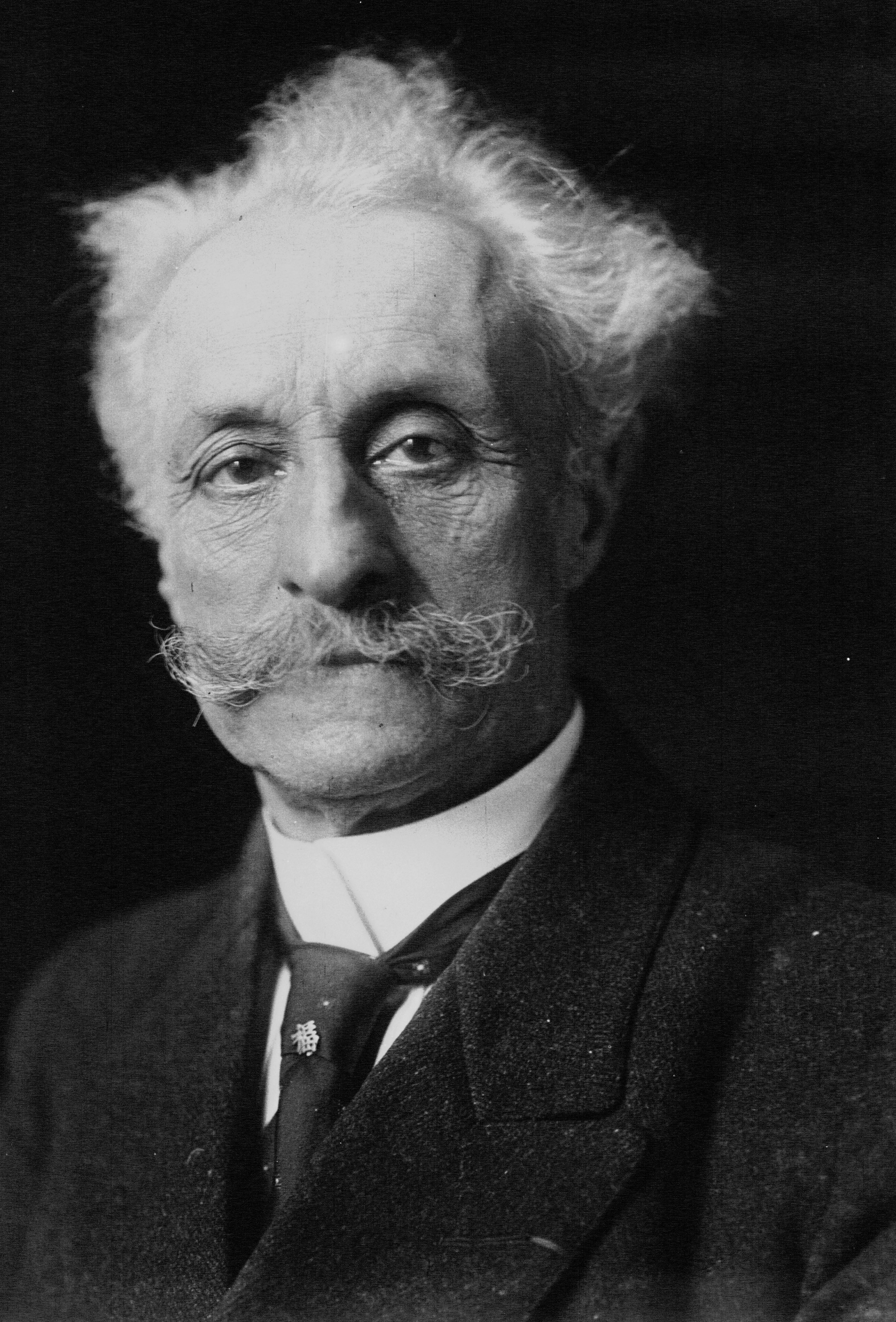
Le professeur Charles Debierre, fondateur de l'Université populaire de Lille.

« À la veille de la guerre de 1914, l’Université populaire de Lille, comme la plupart de celles de France est en crise, mais elle survit néanmoins. Sa tentative de reprise, au lendemain de la guerre, est un échec. Le maire de Lille, Roger Salengro, demande alors en 1932, à un jeune adjoint de la municipalité, l’avocat Jean Lévy, né en 1900, de reprendre la présidence de l’université en voie de disparition […] Après quelques hésitations, en raison de ses occupations, Jean Lévy accepte et s’entoure d’un bureau formé d’amis décidés à soutenir son action».

### L’entre-deux-guerres: une institutionnalisation brisée
À Lille tout au moins, le public est au rendez-vous : le nombre des adhérents à l’UpL passe de 300 en 1932 à 1.600 en 1936. À partir de 1930, l’effort de relance est assuré pendant une courte période, par le professeur Waringhien, mais apparemment sans grand succès. Lorsque Jean Lévy, membre du conseil municipal, et secrétaire général du parti Radical,  prend la présidence de l’UpL le 27 janvier 1932, il imprime un nouveau style et diversifie le programme d’activités.
L’enseignement est laïque et valorise l’esprit critique : l’Université populaire « entend soumettre toutes les opinions à la libre discussion et au libre examen ; elle n’en rejette ni n’en impose aucune » . Ouverte sur la question sociale, l’UpL ne donnait ni dans l’ouvriérisme, ni dans le populisme démagogique. Ces valeurs humanistes ne pouvaient que rentrer en conflit avec les compromissions du régime vichyssois et l’idéologie nazie.

### Les «cinquante glorieuses» de l’Université populaire de Lille (1945-1995)
L’UpL redémarre à zéro après la Libération, et Jean Lévy assure sa pérennisation. À l’occasion du centenaire de l’Union Française de la Jeunesse : 1875-1975, Jean-Claude Allard déclarait : « Depuis l’Université populaire de Lille a grandi, prospéré, rayonné, atteint un point de non-retour et montré l’exemple à la France tout entière. Grâce à l’impulsion du Bâtonnier Jean Levy, actuellement Maire-Adjoint délégué aux Affaires Culturelles, et qui fut Maire-Adjoint dans les deux municipalités dirigées par Roger Salengro et Augustin Laurent, grâce aussi à son Comité, l’Université populaire de Lille reste la plus ancienne société culturelle de notre pays ».
Jean Lévy disparaît brutalement au cours de l’été 1996 après une soixantaine d’années au service de l’UpL. Le professeur Jean Samaille, directeur honoraire de l’Institut Pasteur de Lille, va poursuivre l’œuvre du bâtonnier, mais des ennuis de santé l’obligent à abréger son mandat. Alain Lottin, ancien président de l’université « Charles-de-Gaulle » de Lille 3 et président-fondateur de l’université d’Artois, lui succède le 17 janvier 2000 jusqu’à l’Assemblée générale du 30 mars 2006.

Jacquie Buffin (2006-2009) première femme à accéder à la présidence de l’UpL, met l’accent sur la communication extérieure.

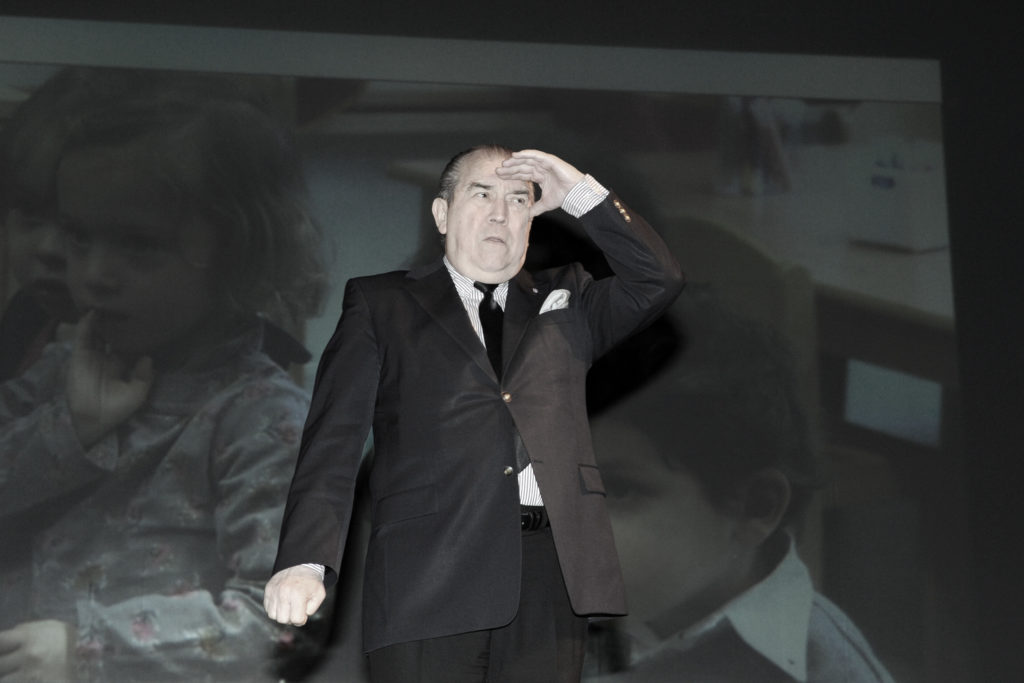
Alain Natali, Président de l'Université populaire de Lille (12 février 2012).

Son successeur Alain Natali (2009-2015) poursuit la modernisation de l’offre culturelle par la réalisation de cycles consacrés aux médias, à la citoyenneté et aux utopies.

### Les années d’incertitude de l’Université populaire de Lille: vers un nouvel essor?
L’université populaire de Lille fête son centenaire le 10 décembre 2000 et celui de la naissance de son refondateur, le bâtonnier, Jean Lévy. L’ambition originaire était forte : faire de l’université, un instrument de promotion culturelle et sociale pour le plus grand nombre. L’utopie était de mettre sous une forme académique, les savants au service du peuple, sans interroger les modalités de la transmission culturelle des savoirs dans les milieux populaires.  Les orientations culturelles de l’UPL s’expliquent en grande partie par l’environnement culturel de la métropole lilloise. Par exemple, la faible part accordée à la géographie, à la musique, au théâtre, à la filmologie, etc. a été significativement compensé ces dernières années, par l’ouverture vers d’autres disciplines que celles établies par la tradition académique.
Les temps changent : vieillissement des auditeurs, raréfaction des jeunes publics, surabondance de l’offre culturelle à l’ère des loisirs, invasion des nouvelles technologies de l’information et de la communication qui modifient le rapport au savoir dans une société de la connaissance, recul de l’art oratoire et de la culture livresque au profit de l’image et du son, etc. Entre 1993 et 2005, le nombre des actifs à l’UpL est passé de 1.473 à 628, le nombre des jeunes de 209 à 70, le nombre des bienfaiteurs a le moins chuté en passant de 376 à 284. Au total, en douze ans le public de l’Université populaire de Lille a régressé d’un peu plus de la moitié en passant de 2.058 à 982. Les 64 années de présidence du bâtonnier Jean Lévy ont montré les capacités de l’institution à faire face aux circonstances les plus tragiques de l’histoire. Les mandats de ses successeurs précédemment cités ont assuré la continuité dans un contexte où les périls sont ailleurs : dans l’idée même de culture et d’humanisme. Tant qu’il y aura des  femmes et des hommes engagés pour défendre une noble cause, l’esprit critique, dans ce qu’il a de plus salvateur, la première université des savoirs de France (association loi 1901) qui s’adresse depuis 1900, à tous types d’âges et de milieux sociaux, a un bel avenir.
Le nouveau président élu à l’UpL en 2015, Bernard Delforce, dans sa déclaration de foi, s’inscrit en toute cohérence avec ce qui demeure l’esprit de la première université des savoirs en France, une œuvre d’éducation permanente et durable : « Partager les savoirs sans ostracisme, croiser les approches et cultiver l’esprit d’examen… maintenir une attention vigilante à l’égard des évolutions de toute nature qui affectent nos sociétés… explorer le passé pour comprendre l’actualité et envisager l’avenir ». C’est la vivacité de cet esprit de dialogue en alerte sur la marche du monde qui nous entoure que l’ensemble  de la trentaine d’administrateurs, toutes et tous bénévoles, entendent bien transmettre aux générations futures.

## Thèmes annuels
- 2017-2018 : Visions d’avenir
- 2016-2017 : Entre les lignes
- 2015-2016 : Parcours éclectique (s)
- 2014-2015 : Regards pluriels-Regards croisés
- 2013-2014 : Le Partage des savoirs
- 2012-2013 : Arts-Histoire et Société
- 2011-2012 : Utopies
- 2010-2011 : Citoyens et lucides
- 2009-2010 : Les Médias
- 2008-2009 : Méditerranée : Hommes et Héritage
- 2007-2008 : L’Homme et le Divin

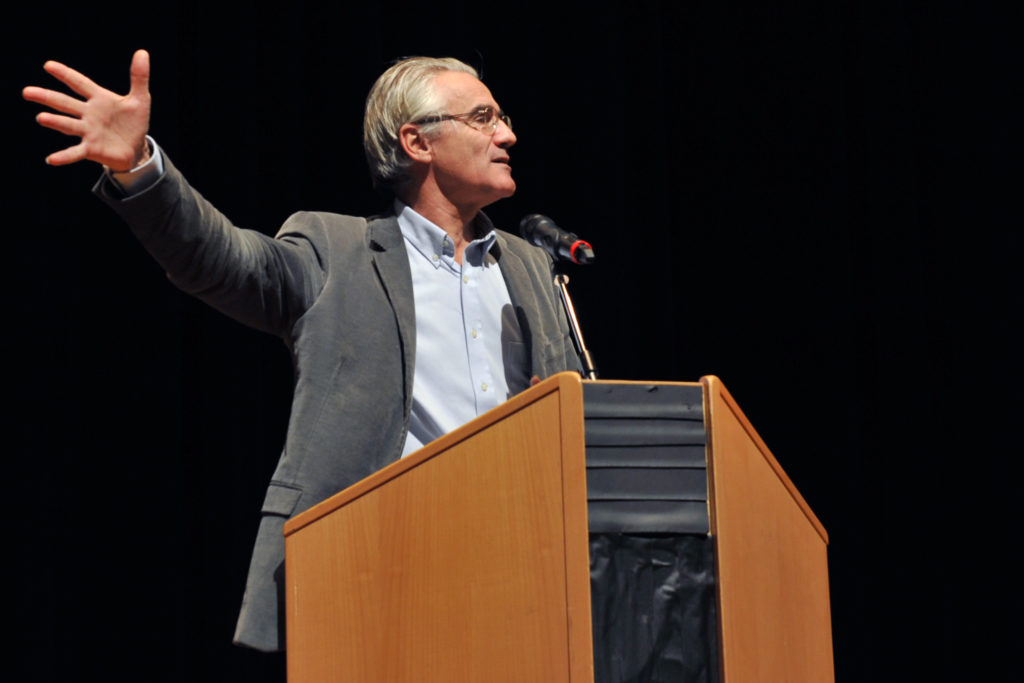
André Comte Sponville, conférence "L'amour et la sexualité", 10 novembre 2013.

## Sources bibliographiques
- Rapport d’E. Petit sur l’éducation populaire (1903-1904) au ministère de l’Instruction publique, J.O. annexe du 19 octobre 1904.

- Rapport de M. Roger, chargé des œuvres complémentaires de l’école (1917-1918) au ministère de l’Instruction publique, J.O. annexe du 19 décembre 1918.

- Allard, J.C. (1975), L’Union française de la jeunesse : 1875-1975 : de l’instruction et de l’éducation populaires à la formation permanente, UFJ, Lille.

- Aubry, M., Lille solidaire : un art de vivre ensemble , Compte–rendu de la conférence du 17 janvier à l’UPL.  Supplément de : "Lille magazine", ISSN 0247-6053, (2006).

- Danvers, F., 500 mots-clefs pour l’éducation et la formation tout au long de la vie, Préface C. Wulf, Villeneuve d’Ascq, Presses universitaires du Septentrion (article : « Éducation populaire » p. 210-212) (2003).

- Lefebvre, R., Le socialisme saisi par l’institution municipale des années 1880 aux années 1980 : jeux d’échelles, Thèse de doctorat s/d. Sawicki, F. ; Lille 2, Université de Droit et Santé, 2 vol. (2001).

- Lottin, A., coord., L’université populaire de Lille : un siècle d’histoire 1900-2000, UPL, Voix du Nord éditions, 2001.

- Mauroy, P., Lille : L’histoire d’une  métamorphose… où en sera la Métropole en l’an 2010, compte-rendu de la conférence d’ouverture UPL, ville de Lille, 1993.

- Poulain, G. (Dir), Universités populaires hier et aujourd’hui. Actes du colloque de Cerisy-la-Salle, Éditions Autrement, Paris (UPL : p. 85-97).